# 碾盘河
碾盘河，位于中华人民共和国辽宁省北部的一条河流，是清河右岸支流，相传县境初辟时，在该河上游发现了7具碾盘，故名。碾盘河发源于辽宁省西丰县，向西流经和隆乡、凉泉镇，于房木镇转西南流，于开原市八棵树镇耿王庄村西南汇入清河。河流全长49.2千米，流域面积552平方千米，年均径流量1.313亿立方米。碾盘河穿行于吉林哈达岭南部的群山之中，坡陡流急，易爆发洪水。流域下游建有清河水库等水利工程。

## 概况
碾盘河是清河的一条支流。下游又名“西半拉耳河”、“十八里河”。据民国二十七年本《西丰县志》卷二“山水”条载：“碾盘河，发源于城东南之城墙背岭西麓……抵开原之耿王庄入清河，长八十余里。县境初辟，在上流发现碾盘七具，不知何代所遗，以是得名；下流名西半拉耳河，又曰十八里河。”河流源出辽宁省铁岭市西丰县南部吉林哈达岭山脉西北麓（一说，河流发源于西丰县和隆满族乡九如村城墙背岭西；一说，河流发源于哈达岭山脉延续的冰砬山西侧），西流折向西北流，后于在开原市八棵树镇北大沟附近入干流。河长约50公里，流域面积552.03平方公里。流域地势东南部高而西北部低。河道浅窄而弯曲，房木镇以上支流发育，水量丰沛。以下为丘陵谷地，无大支流汇入。河流汇入清河水库。年结冰期约3～4个月。

## 水文气候
碾盘河流域极易发生强降雨及洪水，洪涝影响甚至危及辽河。如1953年，碾盘河流域内的凉水泉子气象站一度测得降雨量354毫米，降雨量大于200毫米的面积超过1.2万平方公里，引发了辽宁省1949年以来的第二大洪水；2013年7月，碾盘河流域曾发生超历史实测纪录洪水。据专业人士分析，碾盘河流域易发洪水的原因包括：河流发源并流经铁岭地区的群山之中，各支流短小且比降较大，此外常年受到地理、地势及西南季风的混合影响。

## 治理
2021年，铁岭市西丰县启动碾盘河治理工程，总投资3720万元，有效解决了碾盘河上游防洪能力不足、水土流失严重的问题。治理工程于6月完工后，碾盘河河道防洪标准已达到10年一遇，保护流域内耕地3万亩。当地各级政府亦计划开展多项治理工作，如开原市水利局计划在2025年前完成包括碾盘河在内的数条中小河流治理项目，规划总投资超5亿元；房木镇计划在“十四五”期间于碾盘河与妞河交汇处建设沿河观景带。